# Dnipropetrovsk oblast
Dnipropetrovsk oblast (ukrainska: Дніпропетровська область) är ett oblast (provins) i Ukraina. Huvudort är Dnipro.

## Städer
Viktiga städer i oblastet är:
- Dnipro
- Kamjanske
- Kryvyj Rih
- Nikopol
- Pavlohrad